# Перевозная (Приморский край)
Перево́зная — село в Хасанском районе Приморского края, входит в состав Безверховского сельского поселения. Основано в 1924 году.

## География
Село находится на берегу бухты Перевозная Амурского залива, близ полуострова Ломоносова, на расстоянии 52 км (по автодорогам) от посёлка городского типа Славянка, административного центра района, и 153 км (по автодорогам) от города Владивосток, административного центра края.

## История
В 2002—2011 годах село носило название Перевозное.

## Население
| 2002 | 2005 | 2010 |
| ---- | ---- | ---- |
| 1034 | ↘375 | ↘284 |

## Улицы
| - ул. Гагарина, - ул. Героев Хасана, - ул. Лазо, - ул. Луговая, - ул. Набережная, | - ул. Новая, - ул. Озёрная, - ул. Октябрьская, - пер. Приозерный, - ул. Строительная. |

## Транспорт
Село связано автодорогой длиной 24 км с трассой А189 Раздольное — Хасан. Ближайшая железнодорожная станция Кедровый расположена на расстоянии 3 км к северо-западу.

## Достопримечательности
- Памятник погибшим в Великой Отечественной войне (1941—1945 годов) землякам села.
- Безымянная братская могила лётчиков, погибших при отражении американских бомбардировщиков в 1950 году[6].